# Перистерија
Перистерија (грч. Περιστέρια) је насељено место у општини Доксат у периферији Источна Македонија и Тракија, Грчка. Према попису из 2021. године било је 14 становника.
Перистерија је 1913. године имала 509 житеља Турака. Године 1923. турско становништво је принудно исељено у Турску а на њихово место је насељена 71 грчка избегличка породица, којих је на попису из 1928. године било 231. Село се раније звало Демирџојани.